# شيم هاي-جين
شيم هاي-جين (هانغل: 심혜진) هي ممثلة كورية جنوبية، ولدت في 11 نوفمبر 1967 في سول في كوريا الجنوبية.

## وصلات خارجية
- شيم هاي-جين على موقع IMDb (الإنجليزية)
- شيم هاي-جين على موقع ألو سيني (الفرنسية)
- شيم هاي-جين على موقع أول موفي (الإنجليزية)
- شيم هاي-جين على موقع قاعدة بيانات الفيلم (الإنجليزية)
- شيم هاي-جين على موقع كينوبويسك (الروسية)